# Bernhard Schulz (Politiker)
Bernhard Schulz (* 28. März 1861 in Bochum; † 19. Januar 1933 in Essen-Rüttenscheid) war ein deutscher Architekt, Kommunalpolitiker, Lehrer und Anwalt.

## Leben und Beruf
Bernhard Schulz war der Sohn eines Kaufmanns für Seilereiwaren und besuchte die Oberrealschule Bochum bis zum Abitur.
Von 1879 bis 1883 war er beim Stadtbauamt Bochum als Volontär tätig. Im Anschluss studierte er bis 1887 Bauwesen an der Technischen Hochschule (Berlin-)Charlottenburg. Darauf arbeitete Schulz zwischen 1887 und 1890 als selbständiger Architekt und von 1890 bis 1899 als Stadtbaumeister in Gelsenkirchen.
Am 18. Februar 1899 löste er Wilhelm Farwick als Bürgermeister der Stadt Steele (seit 1929 zu Essen gehörig) ab. Das Amt hatte Schulz bis zum 18. Februar 1923 inne.
Zudem war Schulz in der Zeit von 1899 bis 1929 Amtsanwalt am Schöffengericht in Steele. Des Weiteren war er langjährig Lehrer und Leiter der Beamtenschule des Landkreises Essen.
Bernhard Schulz starb in Essen-Rüttenscheid und wurde auf dem Südwestfriedhof Essen beigesetzt.